# هايني كونكلين
هايني كونكلين (بالإنجليزية: Heinie Conklin)‏ هو منتج أفلام وممثل أمريكي، ولد في 15 يوليو 1886 في سان فرانسيسكو في الولايات المتحدة، وتوفي في 30 يوليو 1959 في هوليوود في الولايات المتحدة.

## أعمال

### أفلام
- (1928) السيرك
- (1930) كل شيء هادىء على الجبهة الغربية[1]

## وصلات خارجية
- هايني كونكلين على موقع IMDb (الإنجليزية)
- هايني كونكلين على موقع قاعدة بيانات الفيلم (الإنجليزية)